# Virginia Gasull
Virginia Gasull Garrido (Irún, 1974) es una escritora española.

## Biografía
Virginia Gasull comienza su actividad profesional en el sector de la arquitectura y después lo dirige hacia el desarrollo de proyectos relacionados con Internet. En paralelo realiza estudios de sexología y en 2009 inicia su labor profesional como formadora impartiendo charlas sexológicas para grupos y asociaciones de mujeres. Su afición por la cultura del vino la lleva también a realizar diferentes cursos de enología y cata, así como visitas a bodegas en las principales regiones vinícolas de Europa. Durante una de estas visitas a la región de Burdeos, comienza un estudio La Historia de los viticultores franceses durante la ocupación alemana en la Segunda Guerra Mundial. 
Tras años de escribir relatos cortos, en 2013 se sumerge en la investigación y elaboración de su primera novela: In Vino Veritas (en el vino está la verdad, proverbio latino) donde aúna la cultura del vino, el periodo histórico de la Segunda Guerra Mundial y el mundo del Arte. In Vino Veritas fue publicado en Amazon y obtuvo un gran éxito de descargas y críticas, manteniéndose durante varias semanas en el número uno de la lista de más vendidos, recibiendo al poco tiempo la propuesta de Suma de Letras (Penguin Random House) para ser publicada bajo su sello editorial, recibiendo muy buenas críticas por parte de la prensa especializada.
En el Festival Internacional de Cine de San Sebastián de 2015 firmó la cesión de derechos con la productora Orreaga Filmak para la adaptación cinematográfica de "In Vino Veritas" que está en proceso de preproducción.
Es miembro junto con otros escritores de la Asociación Cultural Oskarbi. En 2016 ha participado en el libro recopilación de relatos Oskarbi 21 con su relato 1943, una historia sobre la red Comète en la evacuación clandestina de fugitivos de la Europa ocupada durante la II Guerra Mundial.
En marzo de 2017 recibe un accésit en el prestigioso XVI Certamen ‘Encarna León’ por su relato "Las mujeres del río".
En abril de 2019 anuncia en sus redes sociales que a partir de entonces caminará por el mundo literario de la mano de Antonia Kerrigan Literary Agency.
Su última novela, titulada "Nicole", fue publicada también por Suma de Letras en marzo de 2021, recibiendo muy buenas críticas por parte de la prensa especializada.  En 2022 "Nicole" será publicada en Italia de mano de la editorial AltreVoce.

## Obras
- In Vino Veritas (Suma de Letras, 2015).
- 1943, relato incluido en Oskarbi 21 (Oskarbi Elkartea, 2016).
- Las mujeres del río, relato ganador de accésit en el XVI Certamen ‘Encarna León’.
- Nicole (Suma de Letras, 2021).